# Pupilles de l'enseignement public
Pour les articles homonymes, voir PEP.
 (juillet 2016).
Si vous disposez d'ouvrages ou d'articles de référence ou si vous connaissez des sites web de qualité traitant du thème abordé ici, merci de compléter l'article en donnant les références utiles à sa vérifiabilité et en les liant à la section « Notes et références ».
Les Pupilles de l'enseignement public (PEP) sont une association fondée en 1915 pour venir concrètement en aide à 300 000 orphelins de la Première Guerre mondiale. Dès 1925, les PEP ont ouvert leur champ d'action vers les enfants et les jeunes délaissés, oubliés, exclus. Aujourd'hui, les PEP agissent pour le droit et l'accès de tous à l'éducation, à la culture, à la santé, aux loisirs et à la vie sociale.

## Histoire

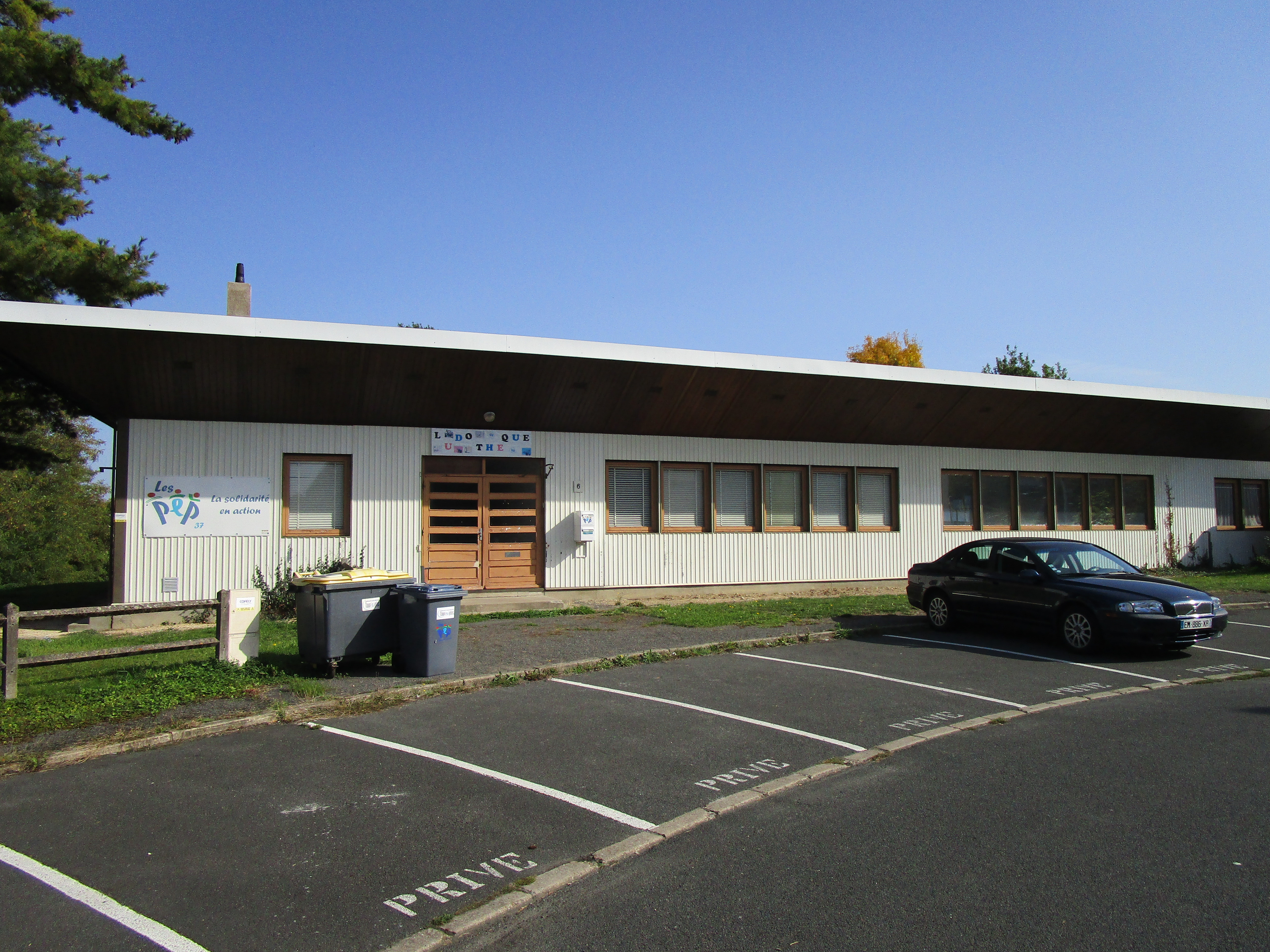
Siège d'Indre-et-Loire à Tours, dans le quartier de La Bergeonnerie.

### Origines
L'œuvre des pupilles est créée en 1915 par des universitaires entourés d'enseignants et amis de l'école publique pour aider matériellement et moralement les orphelins et victimes de guerre, puis les enfants de mutilés et réformés, fréquentant ou ayant fréquenté l'école publique : c'est l'époque du fameux « sous des pupilles ». Cette œuvre se définit dès son origine comme œuvre de secours et d'assistance mais aussi d'éducation : éducation à et par la solidarité.
Les sections qui la constituent se transforment rapidement en associations départementales autonomes, sous le régime de la loi de mai 1916 à titre d'œuvre de guerre autorisée à faire appel à la générosité publique, présidées par des inspecteurs d'académie, des recteurs ou des hommes politiques. Ces « AD » se réunissent le 18 mai 1917 en une fédération nationale, qui devient leur trait d'union. Déclarée dans le cadre de la loi de 1901, elle est reconnue d'utilité publique par un décret du 16 août 1919.

### Extensions du champ d'action
Dès 1926, les « AD », qui étendent leur assistance aux pupilles de l'école publique que sont « tous les enfants et adolescents fréquentant ou ayant fréquenté les établissements d'enseignement public qui ont besoin d'assistance matérielle ou morale », se reconstituent peu à peu sous le régime de la loi de 1901.
Dans le même temps, des fondations permanentes commencent à se créer au niveau départemental ou national. La création du Centre d'Odeillo dans les Pyrénées-Orientales, qui accueille des tuberculeux, marque le début de l'action des PEP dans le secteur sanitaire, avec une préoccupation constante pour la santé des enfants (colonies sanitaires, centres d'oxygénation…). Les PEP accompagnent par ailleurs la politique d'envoi des enfants « vers la nature et l'air pur » en créant des colonies de vacances.
Les années 1950 voient l'apport d'éléments vraiment neufs avec les interrogations sur l'école qui se sont multipliées après la Seconde Guerre mondiale : le primaire qui s'articule dorénavant avec l'enseignement préscolaire et le collège, la concurrence de « l'école parallèle des médias », l'explosion démographique scolaire, un monde en mouvement rapide, des partenaires de l'école différents (parents, enfants, enseignants)… Dès lors, l'activité des PEP se développe dans des domaines plus proches de l'école, plus complémentaires de l'activité scolaire proprement dite, sous la forme de l'organisation de classes de découvertes ; l'aide à l'enfance en difficulté se trouvant au carrefour de l'école et de la politique menée en matière de santé.
En parallèle, la création en 1953 du premier IME PEP à Neuvy-sur-Barangeon dans le Cher marque le début du développement de l'action des PEP en faveur de l'enfance handicapée.
À partir de 1986, les PEP mettent en place des actions de soutien scolaire pour les enfants momentanément hors de l'école, malades ou accidentés, qui se structureront sous l'appellation SAPAD (service d'assistance pédagogique aux enfants malades ou accidentés).

### Présidents de la Fédération générale des PEP
- De 1915 à 1917 : Louis Liard (président du groupe d'initiative
- De 1917 à 1925 : Léon Bourgeois
- De 1925 à 1927 : Paul Lapie
- De 1927 à 1933 : Paul Painlevé
- De 1933 à 1949 : Théodore Steeg
- De 1949 à 1957 : Edouard Herriot
- De 1957 à 1964 : Vincent Auriol
- De 1964 à 1973 : Aristide Beslais
- De 1973 à 1995 : Jean Deygout
- De 1995 à 2000 : Christian Nique
- De 2000 à 2002 : Michel Clayssen
- De 2002 jusqu'au 30 octobre 2010 : Joël Balavoine (d) (décédé en cours de mandat)
- Du 17 novembre 2010 à 2012 : Joël Derrien (d)
- De 2012 à 2019 : Jean-Pierre Villain (d)
- Depuis juin 2019 : Dominique Gillot
- Depuis juin 2023: Fernand Vanobberghen